# Petaloctenus songan
Petaloctenus songan is een spinnensoort in de taxonomische indeling van de kamspinnen (Ctenidae).
Het dier behoort tot het geslacht Petaloctenus. De wetenschappelijke naam van de soort werd voor het eerst geldig gepubliceerd in 1997 door Rudy Jocqué & Steyn.